# Ланцман, Клод
Клод Ланцман (фр. Claude Lanzmann; 27 ноября 1925, Буа-Коломб — 5 июля 2018, Париж) — французский журналист и кинорежиссёр-документалист.

## Биография
Его дед и бабушка, Янкл и Перл Гроберман, эмигрировали в Париж из Кишинёва после еврейского погрома 1903 года, когда его матери Полетте было 3 месяца. Дед и бабушка по отцовской линии, Ицхок (Леон, 1874—?) и Анна Ланцман, эмигрировали тогда же из Вилейки. В 1940 году Клод вместе с братом и сестрой скрывался от немцев в овернской деревне. В 1943 году он стал одним из организаторов Сопротивления в лицее Блеза Паскаля в Клермон-Ферране. Был в подполье, затем в отрядах маки в Оверни.
С 1947 года изучал философию в Тюбингене, затем преподавал философию и французскую литературу в Свободном университете Берлина, где в 1952 году познакомился с Сартром и Симоной де Бовуар. Ланцман начал активно сотрудничать с их журналом «Тан модерн» («Новые времена»), был его главным редактором. Подписал «Манифест 121» против войны в Алжире. Много писал об арабо-израильском конфликте. С 1970 года почти целиком сосредоточился на документальном кино.
Умер 5 июля 2018 года. Был удостоен национальной церемонии прощания. Похоронен на кладбище Монпарнас.

## Семья
- Брат — Жак Ланцман[фр.] (1927—2006), писатель и киносценарист («Наследник», «Частный детектив»).

## Творчество
Из документальных работ Ланцмана наиболее известен фильм «Шоа» — девятичасовая лента о нацистских лагерях смерти, над которой он начал работать в 1974 году и которую выпустил в 1985 году (оператор — Вильям Любчанский). Фильм, не использующий письменных и фотографических документов, а опирающийся исключительно на непосредственные свидетельства живых лиц, включая нацистов и тех, кто их поддерживал, стал мировым общественным событием и уникальным кинофактом. Он вызвал широкий отклик во многих странах и породил гигантскую литературу о Холокосте, проблеме свидетельства и фигуре свидетеля (сложную, болезненную тему «выживших» глубоко разрабатывал Примо Леви). «Шоа» был удостоен премий кинофестивалей в Берлине и Роттердаме, премии «Сезар» на Фестивале европейского кино (Франция), премий Британской киноакадемии, Международной ассоциации кинодокументалистов, Общества кинокритиков Нью-Йорка, Бостона, Канзас-сити, Лос-Анджелеса, Национального общества кинокритиков США. Фильм получил продолжение в следующих лентах Ланцмана — фильмах «Живой и уходящий» (1997, о лагерях Аушвиц и Терезиенштадт) и «Собибор, 14 октября 1943 года, 16 часов» (2001, о восстании в нацистском концлагере Собибор; фильм был представлен во внеконкурсном показе на Каннском кинофестивале того же года).
Документальным фильмом «Последняя несправедливость» (2013) Ланцман хотел, по его собственному признанию, поставить памятник Беньямину Мурмельштейну, последнему старосте Терезинского гетто, так как роль последнего до сих пор была представлена «очень несправедливо».

## Признание
Ланцман награждён медалью участника Сопротивления, он — великий офицер ордена Почётного легиона и Национального ордена «За заслуги». Почётный доктор Еврейского университета в Иерусалиме, Амстердамского университета, Университета Адельфи (США).

## Произведения

### Фильмы
- Pourquoi Israël (1973)
- Шоа (1985)
- Tsahal (1994)
- Un vivant qui passe (1997)
- Sobibor, 14 octobre 1943, 16 heures (2001)
- Sartre inédit (2005, интервью с Сартром для канадского телевидения, записанное в 1967 году и впервые представленное публике в форме DVD)
- Le Rapport Karski (2010)
- Le Dernier des injustes (2013)
- Napalm (2017)
- Les quatre sœurs (2018)

### Тексты
- Shoah: an oral history of the Holocaust: the complete text of the film. New York: Pantheon Books, 1985
- Témoins de Sartre. Paris: Gallimard, 2005
- Le Lièvre de Patagonie. Paris: Gallimard, 2009 (мемуары; премия Сен-Симона; книга года по версии журнала Lire)
- Ланцман К. Шоа. М.: Новое издательство, 2016